# Venus de Moravany
La Venus de Moravany és una petita figura trobada a prop del poble de Moravany nad Váhom, a Eslovàquia, el 1938. Està feta d'ivori de mamut i data del 22800 aC, fet que la situa al Paleolític superior, i té una mida de 7,6 cm. Actualment, es troba a l'exposició del castell de Bratislava del Museu Nacional d'Eslovàquia.